# 葛慈
葛慈（？—？），字伯止，號少愚，直隸廣德州人，湖廣荊州府江陵縣民籍，明朝政治人物。

## 生平
嘉靖三十一年（1552年）壬子科湖廣鄉試第六十九名舉人。嘉靖三十二年（1553年）中式癸丑科會試第二百六十五名，三甲第七十三名進士。吏部观政，授江西丰城知县，三十七年起复补濬縣，升河间府同知。

## 家族
曾祖葛豫；祖父葛清修；父葛禮，母陳氏。弟天倪、天胤。